# Marienkirche (Herford)

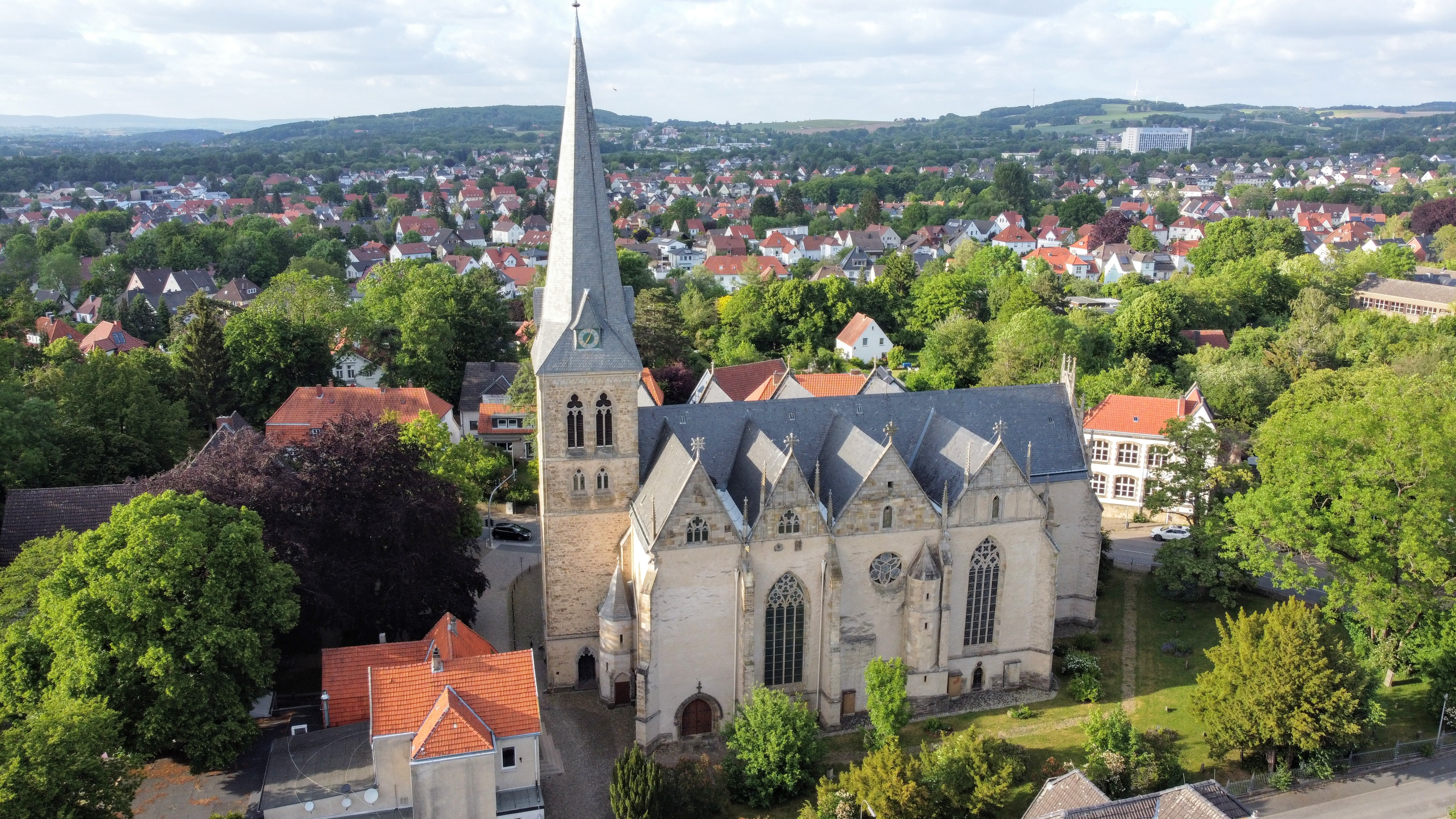
Marienkirche 2020

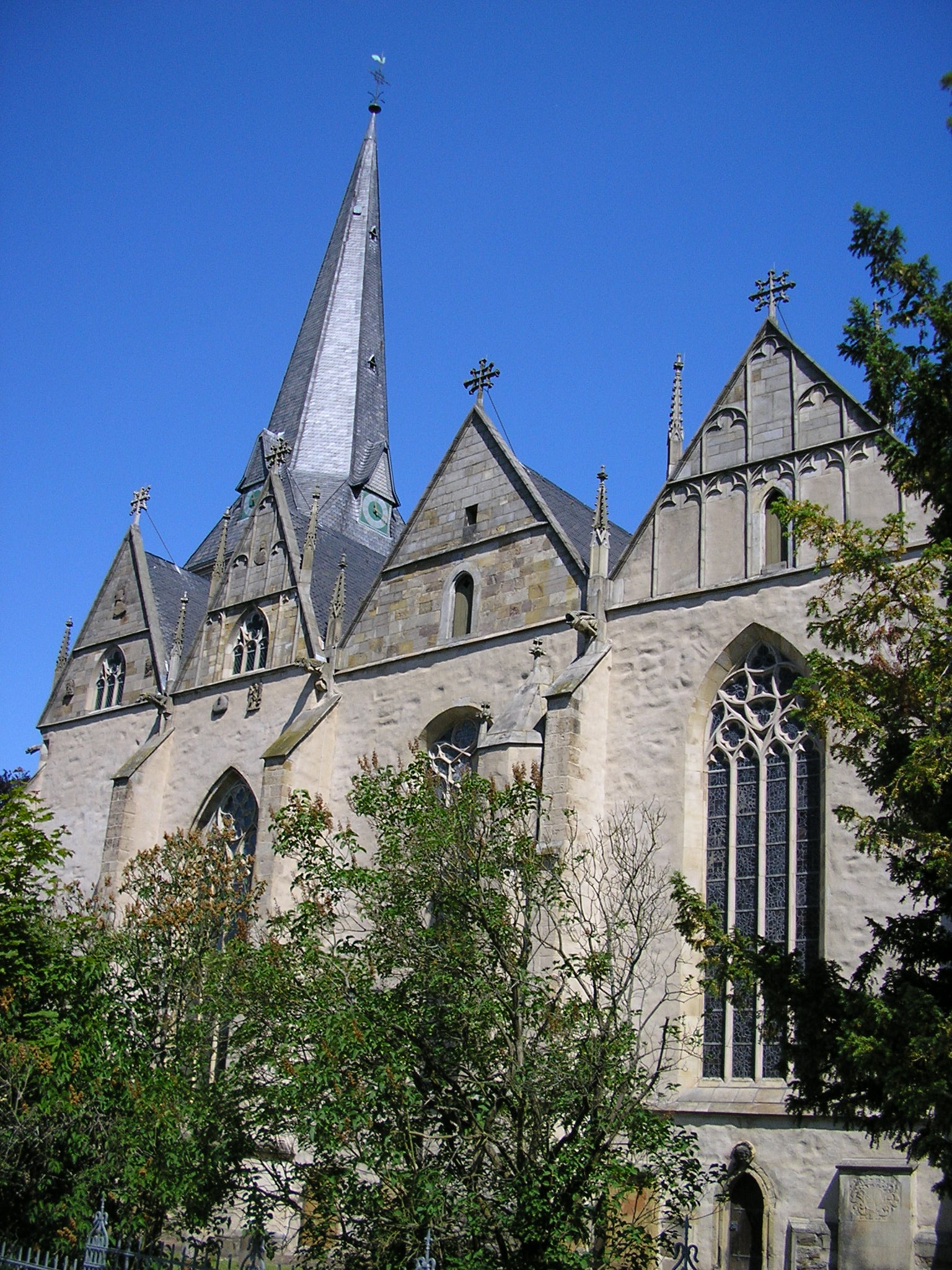
St. Marien 2001

Die evangelisch-lutherische Marienkirche auf dem Stiftberg neben dem Luttenberg im westfälischen Herford geht auf eine kleine Michaelskapelle zurück, die nahebei an Stelle einer vorchristlichen Kultstätte errichtet worden war. Sie wird umgangssprachlich als „Stiftbergkirche“ bezeichnet. Sie war früher auch als St. Marien auf dem Berge bekannt. Die Kirche war im Mittelalter und der Frühen Neuzeit Kirche des Stifts auf dem Berge.

## Ursprünge

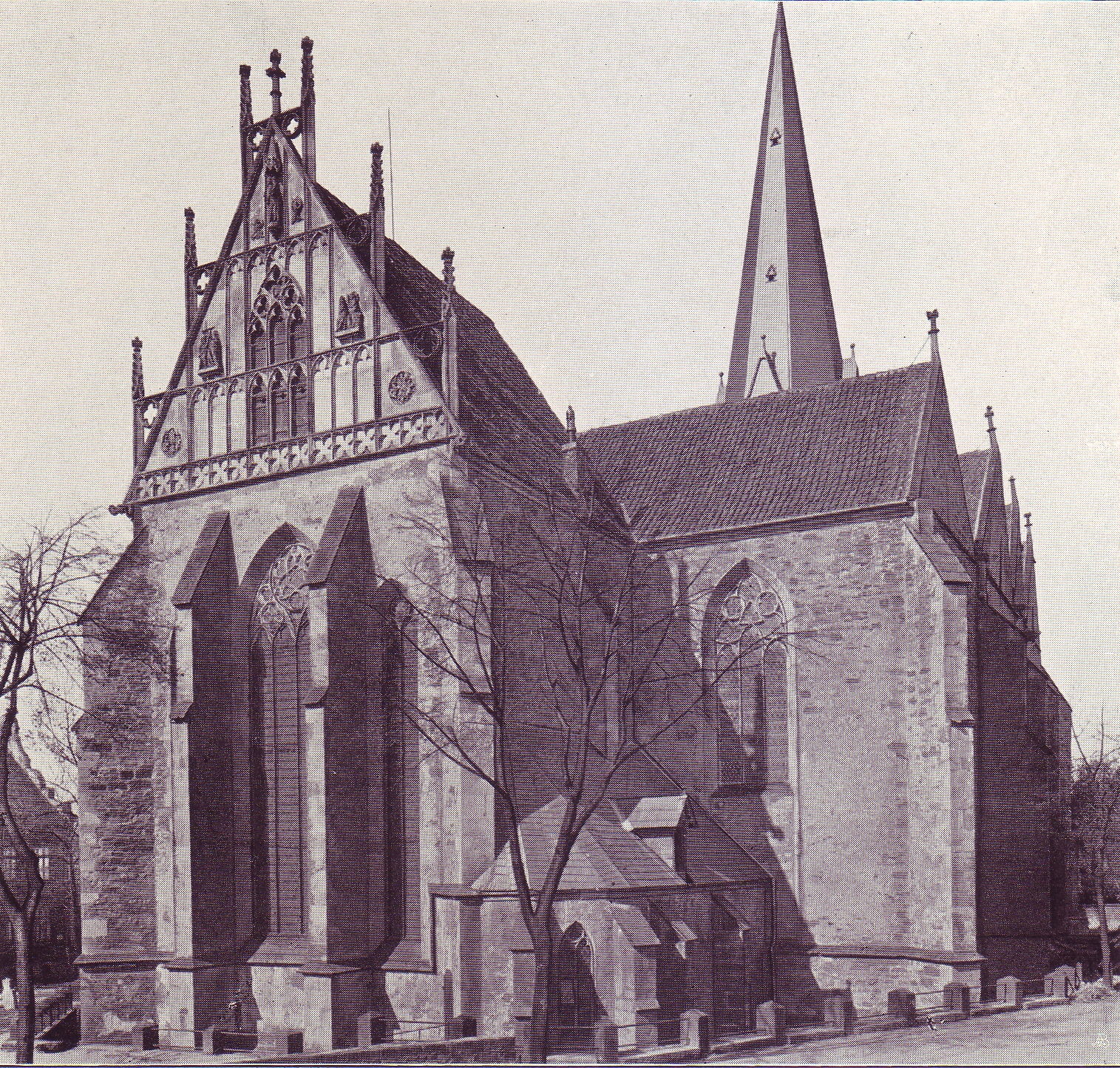
Ansicht von Nordosten 1904

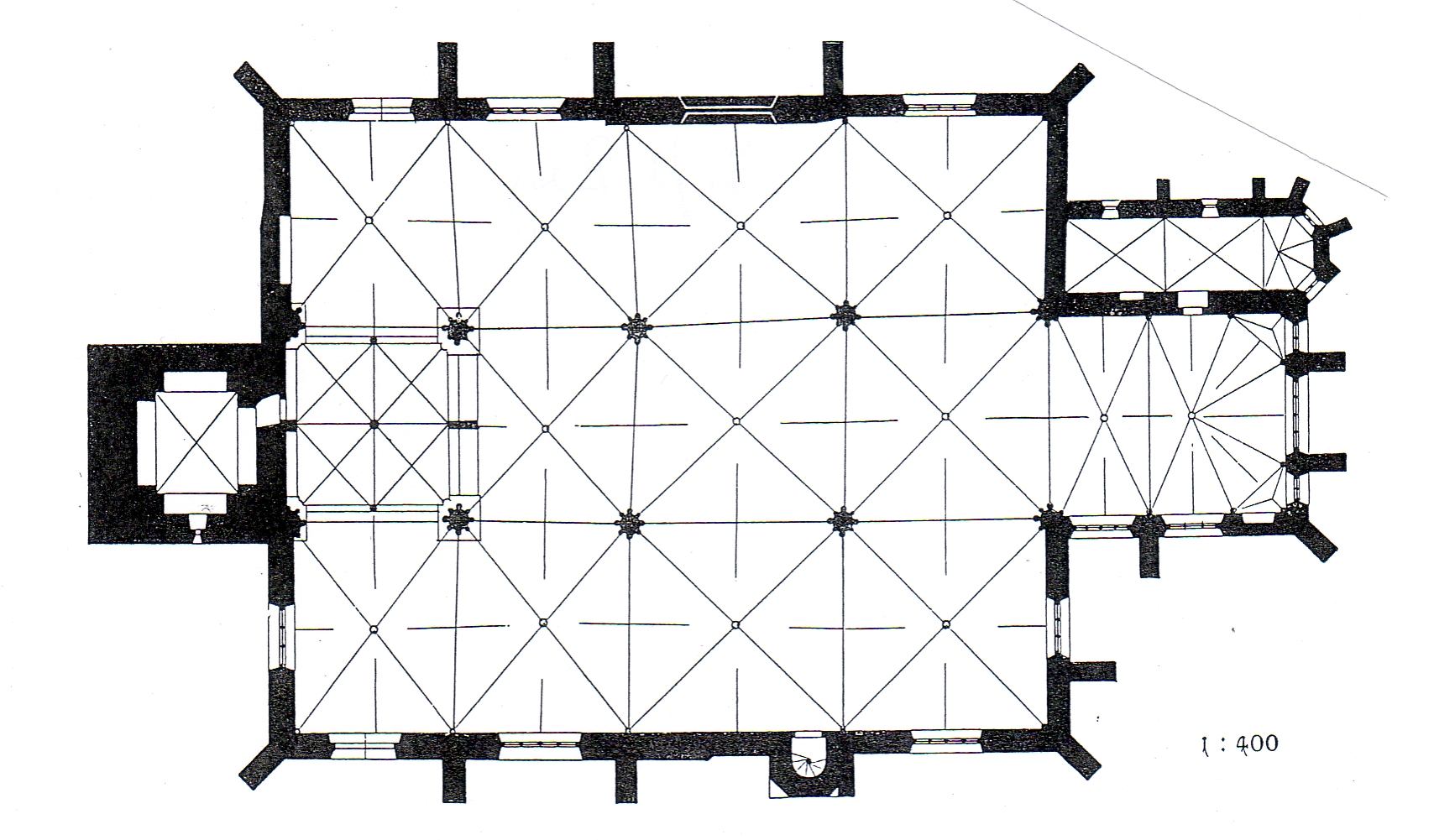
St. Marien, Grundriss

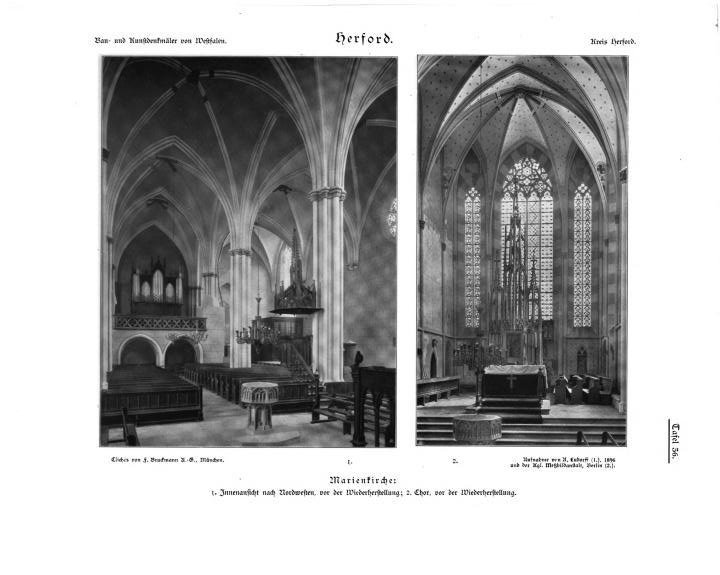
Mittleres Kirchenschiff und Altarraum 1908

Die Gründung des monastirium sanct mariae ad crucem in monte extra muros erfolgte im Jahr 1011 durch die Äbtissin Gotesda (1001–1040). Es war für die Töchter des niederen Adels bestimmt, denen der Zugang zum hochadeligen Pussinnen-Stift in Herford verwehrt blieb. Der frühromanische Kirchbau mit kreuzförmigem Grundriss wurde im Jahr 1018 vom Paderborner Bischof Meinwerk geweiht.

## Heutige Kirche
Der heutige Bau ist als hochgotische Hallenkirche auf einem fast quadratischen Grundriss (Westfälisches Quadrat) zwischen 1290 und 1350 entstanden, wobei Wandteile des romanischen Vorgängerbaues in den Neubau integriert wurden und an der Nord- und Südwand noch deutlich zu erkennen sind. Aus diesem Grund befindet sich der „Marienschlussstein“ genau in der Mitte der Kirche. Sie wurde 1325 geweiht und besitzt quergestellte Satteldächer. Der Innenraum wirkt mit den schlanken aufsteigenden Pfeilern ungemein licht. Der Altar, in dem sich ein Baumstumpf aus der Zeit der Herforder Vision befindet, besitzt ein spätgotisches Reliquientabernakel aus rotem Sandstein in der Art eines Sakramentsturms. Im Andenken an die Vision ist der Altar mit mehreren Tauben verziert.
Während der napoleonischen Besatzung wurde die Kirche als Pferdestall zweckentfremdet. Im 19. Jahrhundert war sie baufällig und es wurde erwogen, sie abzureißen. Tatsächlich wurden Schiff und Chor erhalten, aber 1904 der alte (noch vom romanischen Kirchbau stammende) Kirchturm abgerissen und durch einen neuen ersetzt.
Bei Restaurierungsarbeiten wurden in den 1950er Jahren neogotische Deckenmalereien beseitigt und die neogotische Kanzel durch ein dem Zeitgeschmack entsprechendes nüchtern-kubisches Exemplar ersetzt.
Die Stiftung einer neuen Orgel war der Anlass für eine umfangreiche Sanierung und Umgestaltung der bedeutenden gotischen Hallenkirche in den Jahren 2003 bis 2004. Gleichzeitig mit dem Einbau der zusätzlichen Orgel entfernte man das aus dem 19. Jahrhundert stammende Gestühl sowie die originalen Fußbodenplatten. Dieses war erforderlich, da in der Kirche zahlreiche musikalische Veranstaltungen und Aufführungen stattfinden. Der neue Boden wurde mit einer Fußbodenheizung ausgestattet. Zudem wurde eine Lichttechnik installiert, die den gottesdienstlichen Anforderungen und der weiteren Nutzung gerecht wird.
Der Hochaltar wurde nach hinten versetzt und ein neuer massiver Eichentisch als Abendmahlstisch vor dem eigentlichen Altarraum aufgestellt. Im Zuge dieser Renovierung und Neugestaltung wurde auch die moderne Kanzel wieder entfernt und stattdessen eine neogotische Kanzel aufgestellt. Ein lebensgroßes gotisches Kruzifix, das einmal eine Lettnerfunktion innehatte, fand einen neuen Platz an der Westwand der Empore. Die Gedenktafeln für die Gefallenen des Ersten Weltkriegs wurden von den Wänden abgenommen und befinden sich seitdem auf dem Erika-Friedhof in Herford.
Unmittelbar an der Kirche liegt der einzige in Herford erhaltene historische Kirchhof (Friedhof).
Die Kirche ist seit 1548 evangelische Pfarrkirche. Seit 1981 steht sie unter Denkmalschutz.
Derzeitige Pfarrer sind Frauke Wagner und Gerald Wagner (Stand: März 2023).

## Orgeln
In der Kirche befinden sich drei Orgeln. Es sind dies die Steinmann-Orgel (1956, erweitert 1975) auf der Westempore, die Collon-Orgel (2004) an der Südwand der Kirche und das Tzschöckel-Positiv (1979).

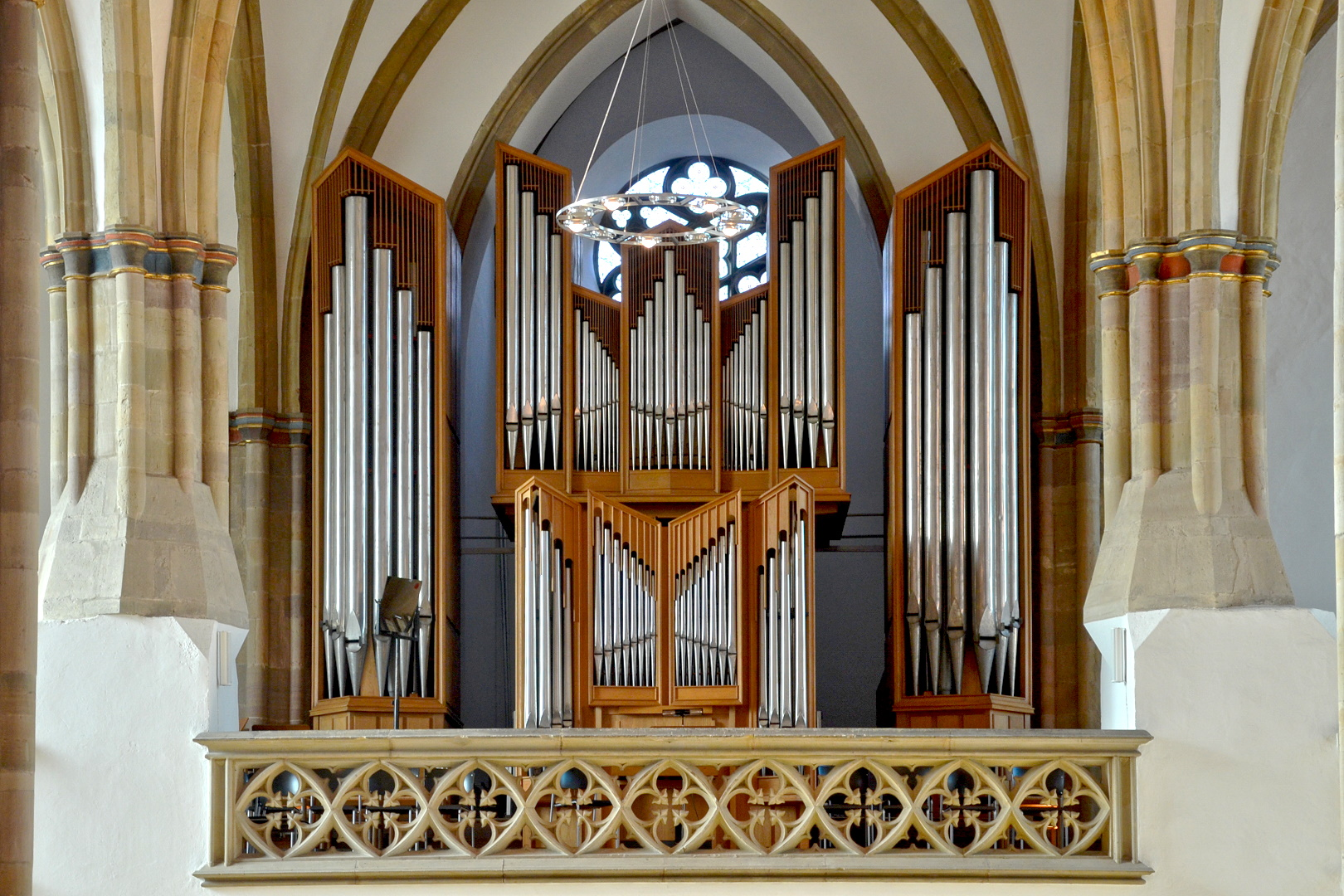
Die Steinmann-Orgel der Kirche
St. Marien Stift Berg in Herford

Die Steinmann-Orgel aus der Vlothoer Orgelbauwerkstatt Gustav Steinmann ist die größte der drei Orgeln. Sie wurde nach dem in dieser Zeit maßgebenden Konzept der Werkorgel realisiert und besaß auf zwei Manualwerken und Pedal 30 Register. Im Jahre 1975 erhielt die Orgel ein zusätzliches Manualwerk als Rückpositiv. Dieses ist auch separat spielbar und kann deshalb als Chororgel eingesetzt werden. Seitdem verfügt die Orgel über insgesamt 40 Register.
| I Rückpositiv C–f3 |                   |        |
| 01.                | Spitzprinzipal    | 08′    |
| 02.                | Rohrpommer        | 08′    |
| 03.                | Weitprinzipal     | 04′    |
| 04.                | Flötgedackt       | 04′    |
| 05.                | Sesquialtera II 0 | 02 ⁄3′ |
| 06.                | Flachflöte        | 02′    |
| 07.                | Mixtur V 0        |        |
| 08.                | Schalmey          | 16′    |
| 09.                | Kopftrompete      | 08′    |
| 10.                | Clairon           | 04′    |

| II Hauptwerk C–f3 |                    |        |
| 11.               | Bordun             | 16′    |
| 12.               | Prinzipal          | 08′    |
| 13.               | Holzflöte          | 08′    |
| 14.               | Oktave             | 04′    |
| 15.               | Blockflöte         | 04′    |
| 16.               | Nasat              | 02 ⁄3′ |
| 17.               | Oktave             | 02′    |
| 18.               | Gemshorn           | 02′    |
| 19.               | Mixtur VI          |        |
| 20.               | Oktav-Zimbel III 0 |        |
| 21.               | Trompete           | 08′    |

| III Brustwerk C–f3 |              |        |
| 22.                | Gedackt      | 8′     |
| 23.                | Prinzipal    | 4′     |
| 24.                | Rohrflöte    | 4′     |
| 25.                | Oktave       | 2′     |
| 26.                | Terz         | 1 3⁄5′ |
| 27.                | Quinte       | 1 ⁄3′  |
| 28.                | Oktave       | 1′     |
| 29.                | Zimbel III 0 |        |
| 30.                | Regal        | 8′     |

| Pedal C–f1 |                   |     |
| 31.        | Prinzipal         | 16′ |
| 32.        | Subbass           | 16′ |
| 33.        | Oktave            | 08′ |
| 34.        | Pommer            | 08′ |
| 35.        | Oktave            | 04′ |
| 36.        | Holzpfeife        | 04′ |
| 37.        | Nachthorn         | 02′ |
| 38.        | Rauschpfeife IV 0 |     |
| 39.        | Fagott            | 16′ |
| 40.        | Clarine           | 04′ |

- Koppeln: III/I, I/II, III/II, I/P, II/P, III/P

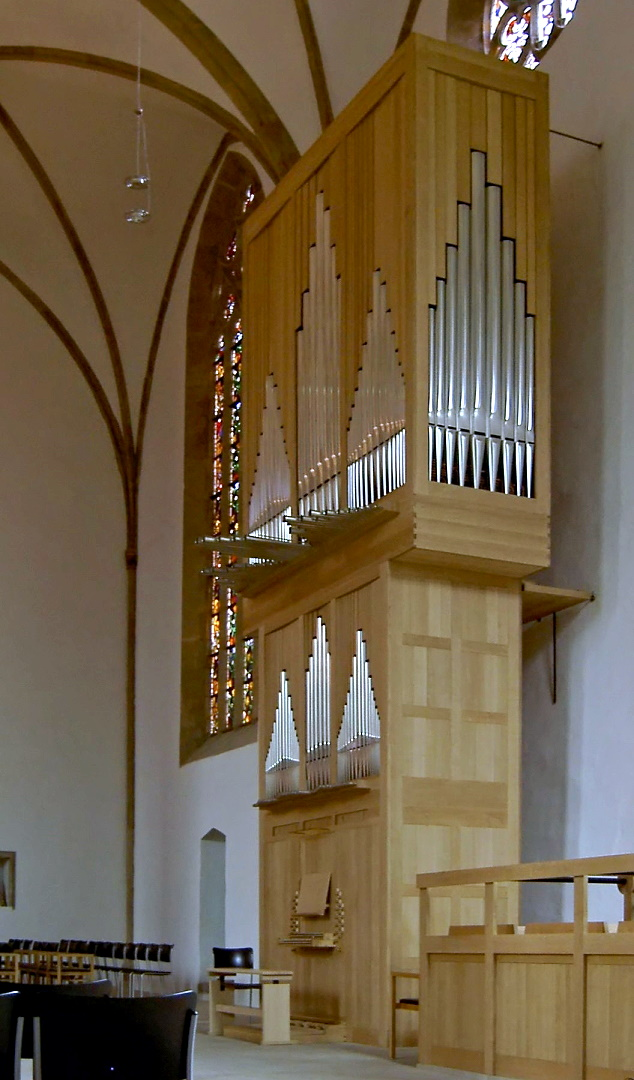
Die Collon-Orgel der Kirche
St. Marien Stift Berg in Herford

Die Collon-Orgel, benannt nach dem Erbauer, der Manufacture d’Orgues de Bruxelles Patrick Collon (Brüssel), wurde im Jahre 2004 eingeweiht. Auf ihr fanden 2006 und 2008 zwei internationale Orgelwettbewerbe statt. Das rein mechanische Instrument hat 32 Register auf zwei Manualwerken und Pedal.
| I Hauptwerk C–f3 |              |         |
| 01.              | Bourdon      | 16′     |
| 02.              | Prinzipal    | 08′     |
| 03.              | Gedeckt      | 08′     |
| 04.              | Salicional 0 | 08′     |
| 05.              | Oktave       | 04′     |
| 06.              | Flöte        | 04′     |
| 07.              | Quinte       | 02 ⁄3′  |
| 08.              | Oktave       | 02′     |
| 09.              | Terz         | 01 3⁄5′ |
| 10.              | Quinte       | 01 ⁄3′  |
| 11.              | Mixtur IV 0  |         |
| 12.              | Cornet V     | 08′     |
| 13.              | Trompete     | 08′     |
| 14.              | Chamade      | 04′/8′  |

| II Unterwerk C–f3 |              |        |
| 15.               | Gedeckt      | 8′     |
| 16.               | Traversflöte | 8′     |
| 17.               | Prinzipal    | 4′     |
| 18.               | Fugara       | 4′     |
| 19.               | Nasat        | 2 ⁄3′  |
| 20.               | Oktave       | 2′     |
| 21.               | Flageolet    | 2′     |
| 22.               | Terz         | 1 3⁄5′ |
| 23.               | Larigot      | 1 ⁄3′  |
| 24.               | Mixtur III 0 |        |
| 25.               | Cromorne     | 8′     |
| 26.               | Vox humana 0 | 8′     |

| Pedal C–f1 |                 |     |
| 27.        | Subbass         | 16′ |
| 28.        | Principalbass 0 | 08′ |
| 29.        | Gedecktbass     | 08′ |
| 30.        | Oktavbass       | 04′ |
| 31.        | Posaunenbass    | 16′ |
| 32.        | Trompetenbass   | 08′ |

- Koppeln: II/I, I/P, II/P

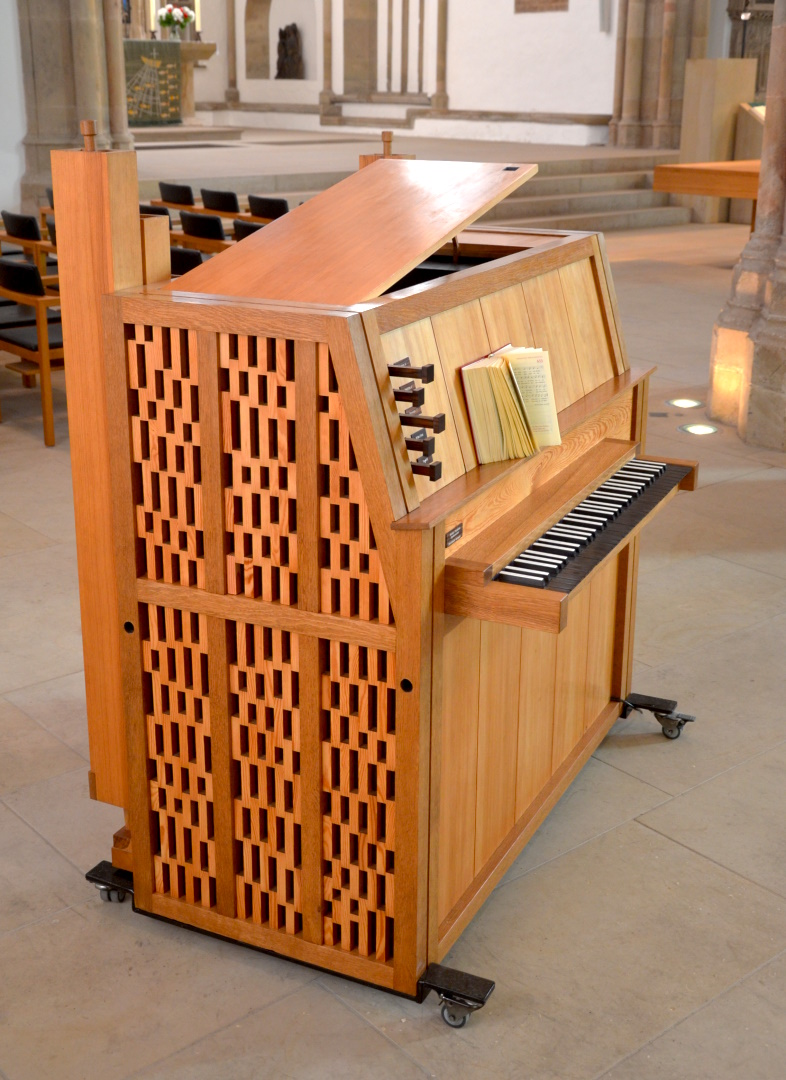
Das Tzschöckel-Positiv der Kirche St. Marien Stift Berg in Herford

Das Orgelpositiv ist die kleinste der drei Orgeln und wird zu Tauffeiern und zur Kinderkirche eingesetzt. Das transportable, stimmungskonstante Continuo-Positiv der schwäbischen Orgelbaufirma Reinhart Tzschöckel (Althütte) hat Schleifladen und eine mechanische Traktur. Von den fünf Registern sind das Prinzipal und das Regal in Bass- und Diskantlage bei h/c1 geteilt.
| Werk C–c3 |             |     |
| 1.        | Gedeckt     | 08′ |
| 2.        | Rohrflöte   | 04′ |
| 3.        | Prinzipal   | 02′ |
| 4.        | Mixtur II 0 |     |
| 5.        | Regal       | 16′ |

## Glocken
Das Geläut besteht aus sechs bronzenen Glocken, die 1986 in der Glocken- und Kunstgießerei Rincker in Sinn (Hessen) gegossen wurden. Für den Weihegottesdienst wurde vom Herforder Komponisten Johannes H. E. Koch die Stiftberger Glockenmesse komponiert.
| Nr. | Name       | Gussjahr | Gießer        | Durchmesser (mm) | Masse (kg) | Schlagton |
| 1   | Kyrie      | 1986     | Gebr. Rincker | 1.455            | 1.895      | cis1      |
| 2   | Gloria     | 1986     | Gebr. Rincker | 1.243            | 1.220      | e1        |
| 3   | Magnificat | 1986     | Gebr. Rincker | 1.130            | 944        | fis1      |
| 4   | Sanctus    | 1986     | Gebr. Rincker | 1.028            | 721        | gis1      |
| 5   | Pacem      | 1986     | Gebr. Rincker | 972              | 612        | a1        |
| 6   | Te Deum    | 1986     | Gebr. Rincker | 881              | 464        | h1        |

## Wallfahrtskirche
Die Herforder Marienkirche ist eng mit der Legende der Herforder Vision verbunden. Im Jahre 1982 wurde die älteste Beschreibung dieser Vorgänge „de visitatione beatae Mariae virgines“ wieder aufgefunden, die wohl noch aus dem 10. Jahrhundert stammt. Daher war sie im Mittelalter eine bedeutende Wallfahrtskirche. Seit einiger Zeit werden wieder Wallfahrten nach Herford durchgeführt.

## Öffnungszeiten
Außerhalb der Gottesdienstzeiten ist die Kirche ganzjährig – außer an Feiertagen – dienstags bis samstags von 15 Uhr bis 17 Uhr geöffnet.

## Gemeindehaus
Westlich der Kirche gegenüber dem Haupteingang liegt an der Ecke Stiftbergstraße/Luttenbergstraße das Gemeindehaus, das den Namen Ernst-Lohmeyer-Haus erhielt. Es wurde nach dem Theologen und Hochschullehrer Ernst Lohmeyer benannt, der der Bekennenden Kirche angehörte und vom NS-Staat verfolgt wurde.